# پریزن‌اشتات
شهر پریزن‌اشتات (به آلمانی: Prichsenstadt) در ایالت بایرن در کشور آلمان واقع شده‌است.